# Округ Даглас (Колорадо)
Округ Даглас (енгл. Douglas County) је округ у америчкој савезној држави Колорадо. По попису из 2010. године број становника је 285.465. Седиште округа је град Касл Рок.

## Демографија
Према попису становништва из 2010. у округу је живело 285.465 становника, што је 109.699 (62,4%) становника више него 2000. године.
| Група             | 2000.           | 2010.           |
| Белци             | 157.686 (89,7%) | 243.297 (85,2%) |
| Афроамериканци    | 1.676 (1,0%)    | 3.476 (1,2%)    |
| Азијати           | 4.404 (2,5%)    | 10.716 (3,8%)   |
| Хиспаноамериканци | 8.886 (5,1%)    | 21.392 (7,5%)   |
| Укупно            | 175.766         | 285.465         |